# 朝課外
朝課外（あさかがい）は、主に九州地方（特に福岡県）の高等学校における早朝の課外授業のことである。公立／私立問わず大半の高校で実施されており、1時間目、1時限目の授業に先立って行われることから、高校によっては「0時間目」、「0時限目」、「朝学習」、「朝補習」、「朝特課」、「早朝講座」、「朝活動」、などと称すこともある。

## 福岡県の朝課外
歴史的には、明治時代に熊本県の第五高等学校に赴任していた夏目漱石が、生徒たちに「朝課外」を行っていた記録がある。福岡県でも昭和初期から「朝課外」に相当する授業が一部の高校で行われていたという。
福岡県教育委員会によると、福岡県では遅くとも1970年代に始まり、月曜日から金曜日、つまり平日の午前7時30分頃から約1時間、いわゆる5教科と呼ばれる国語、数学、理科（生物、物理、化学）、社会（日本史、世界史、地理）、英語の補習を行っている。2017年時点で県立普通科高校（全94校）の約9割で実施されている。「保護者の経済力に依存せずに生徒の進路を保障するシステム」として定着しており、福岡県では塾・予備校にかける費用が全国平均より少ない。また朝課外に加えて夕課外、夏課外、冬課外も全て同時、または複数個行われるところも多い。 そのため夏休みの半分以上が課外授業で埋まっていることも珍しくない。
一方で、朝「課外」という名目ながら、ほとんどの高校で通常の授業と同じように出欠が取られ、強制参加となっている（不参加の場合は遅刻扱いとなる）。そのため、遠方より通学する生徒のなかには、夜が明け切らぬうちに自宅を出発しなければならないケースもある。また、朝課外を実施する教員に対する時間外手当が支給されない（あるいは、教員が「兼業届」を提出した上で、別途生徒より徴収する）ケースも目立つ。
2017年9月、福岡県議会において朝課外の強制性を問う質問がなされたことをきっかけに、福岡県教育委員会は2018年新学期より生徒に対し参加の意思を確認することにより強制性を排除する方針を決定したが、各高校において教員から朝課外に参加するよう圧力を受ける生徒がいるなど事実上の強制状態が続く学校も見られる。2022年のNHKの取材では、依然福岡県内の6割程度の高校で「朝課外」が継続しており、ある高校では全校生徒の7割程度が「朝課外」の受講を希望しているとされる。

## 他県の動向
- 宮崎県の県立高校（普通科）においては、朝課外に加えて、夕課外（ゆうかがい）も合わせて実施されることが多い。これは通常の7時間授業のあと、「8時間目」の授業として、45 - 50分の授業が行われる。（外部リンク参照）　また北陸地方の高校では、朝課外はないものの夕課外に相当する7時限目が存在する[8]。
- 大分県の公立高校では2018年度より[7]、熊本県の県立高校では2023年度より全ての高校で朝課外を廃止した[9]。